# Flávio Goldman
Flavio Goldman (Rio de Janeiro, 1971) é um dramaturgo brasileiro.
Sua formação incluiu a participação em oficinas de dramaturgia conduzidas por Samir Yazbek no Teatro Escola Célia Helena, em São Paulo.
Sua primeira peça, Desexílio, foi escolhida por Aimar Labaki, então curador de artes cênicas do Centro da Cultura Judaica de São Paulo, para abrir a temporada de leituras dramáticas de 2006 da instituição. A leitura, realizada em março daquele ano, foi dirigida pelo cineasta e diretor teatral Djalma Limongi Batista e interpretada por Antonio Abujamra, Miriam Mehler, Edney Giovenazzi e Adriana Londoño.
Seu segundo texto, Truques com Espelhos, foi um dos finalistas do concurso de dramaturgia "Seleção Brasil em Cena" de 2007, promovido pelo Centro Cultural Banco do Brasil. Foi apresentado em leitura dramática no Rio de Janeiro em dezembro daquele ano, com direção de Moacir Chaves e atuações de Vinicius Arneiro e Daniel Kristensen.
Rebatizada como Os Passageiros, essa peça estreou em março de 2010 em São Paulo, com direção de Francisco Medeiros, cenografia de Ulisses Cohn e com Marco Antônio Pâmio, Plinio Soares e Fabio Ock no elenco. Foi a última estreia na Unidade Provisória Sesc Avenida Paulista, importante espaço do teatro contemporâneo em São Paulo, antes de seu fechamento para obras. Em dezembro de 2013, Os Passageiros foi apresentada em formato de leitura no Midrash Centro Cultural do Rio de Janeiro, com direção de Gilberto Gawronski. Na peça, um psicanalista e seu paciente ficam presos no elevador a caminho de mais uma sessão, o que zera o aparente equilíbrio em suas relações de poder e intimidade construídas até então. Em 2017, uma versão em grego do texto foi encenada em Atenas, sob direção do greco-brasileiro Felipe Lazaris.
Em 2008, traduziu duas peças para o programa de leituras dramáticas de autores israelenses promovido pelo Centro da Cultura Judaica de São Paulo, coordenado por Silvana Garcia: A Garota Palestina (Filmando Magda), de Joshua Sobol, dirigida por Heitor Goldflus, e Os Rebeldes, de Edna Mazya, dirigida por Renata Zhaneta.
Em 2011, com a peça Boa Memória, voltou a figurar entre os finalistas do concurso Seleção Brasil em Cena. A leitura dramática do texto, realizada na sede carioca do CCBB, foi dirigida por Paulo de Moraes, da Armazém Companhia de Teatro. Boa Memória explora a questão da memória do regime militar no Brasil a partir da relação entre duas irmãs.
Em 2012, seus textos foram vencedores das duas primeiras etapas do projeto "Dramaturgias Urgentes", do CCBB de São Paulo, dedicados aos temas das classes médias emergentes e do envelhecimento da população brasileira. Produtos Perecíveis foi apresentado em leitura dramática encenada pela Cia. Elevador Panorâmico de Teatro, com direção de Marcelo Lazzarato, enquanto Projeto São Lourenço ganhou leitura dirigida por Fernando Neves e interpretada pela Companhia Os Fofos Encenam.
Em 2013, foi convidado a participar da I Bienal Internacional de Teatro da USP, na qualidade de apresentador e mediador da conferência do dramaturgo israelense Joshua Sobol.
Em 2014, a convite da Cia. do Feijão, de São Paulo, participou com o texto "Oportunidade Única" do projeto "A Copa Vista da Cozinha", que apresentou oito peças curtas sobre a Copa do Mundo de Futebol.
Foi finalista pela terceira vez do concurso Seleção Brasil em Cena em 2015, com a peça Maioridade. Victor García Peralta dirigiu a leitura no CCBB do Rio de Janeiro. Uma segunda leitura foi realizada em fevereiro de 2016 por Peralta no Centro Cultural Midrash, no Rio. Maioridade acompanha a transição da infância para a adolescência de Dani, membro de uma família judaica secular brasileira, no contexto da preparação para seu bar-mitzvá e das primeiras descobertas sobre sua sexualidade.
Entre 2009 e 2022, colaborou com textos para o Dramamix, segmento dedicado à encenação de peças curtas inéditas de dramaturgos brasileiros no festival Satyrianas, organizado anualmente em São Paulo pelo grupo Os Satyros. Sua contribuição mais recente foi Presencial, dirigida por Marco Antônio Pâmio, com Leonardo Miggiorin e Plínio Soares.

## Obras
2006- Desexílio
2007- Truques com Espelhos (versão inicial de Os Passageiros)
2009- O Grande Morto (peça curta)
2010- Os Passageiros
Algo de Podre (peça curta)
2011- Boa Memória
Providência Privada (peça curta)
2012- Recursos Humanos (peça curta)
Produtos Perecíveis e Projeto São Lourenço, peças curtas, premiadas no projeto Dramaturgias Urgentes do CCBB-SP
2013- Gestos de Amor  (peça curta)
2014- A Última Fronteira (peça curta)
Oportunidade Única (peça curta)
2015- Maioridade
A Última Peça de Roupa de R. (peça curta)